# Vanessula angustifascia
Vanessula angustifascia är en fjärilsart som beskrevs av James John Joicey och Talbot 1928. Vanessula angustifascia ingår i släktet Vanessula och familjen praktfjärilar. Inga underarter finns listade i Catalogue of Life.